# De dag van de jakhals
The Day of the Jackal is een boek uit 1971 van Frederick Forsyth. Het werd in het Nederlands vertaald door J. F. Niessen-Hossele onder de titel 'De dag van de jakhals'.
Het verhaal gaat over een aanslag op het leven van president Charles de Gaulle. Bij leven was De Gaulle door velen geliefd maar ook door velen gehaat omdat hij voorstander was van de onafhankelijkheid van Algerije. Met name de OAS was hier fel tegen. Er zijn meer dan zes complotten tegen zijn leven bekend. Daarvan zijn er drie daadwerkelijk in een aanslag uitgemond.

## Inhoud
Het verhaal begint met de beschrijving van een mislukte moordaanslag op de president van Frankrijk, Charles de Gaulle in 1962. Luitenant-kolonel Jean-Marie Bastien-Thiry was het brein achter deze aanslag in Petit-Clamart, een deel van de Parijse voorstad Clamart. Leden van de Organisation de l'Armée Secrète (OAS) en van de groep rond Bastien-Thiry werkten samen en beschoten de auto van De Gaulle met machinegeweren. De aanslag mislukt en Bastien-Thiry wordt opgepakt en geëxecuteerd. De top van de OAS besluit een nieuwe strategie toe te passen om de Gaulle uit de weg te ruimen: een huurmoordenaar van buiten de organisatie moet de klus klaren. Alleen de bedenkers van de aanslag kennen de identiteit van de moordenaar en zitten daarom beveiligd door OAS-veteranen in een Italiaans hotel om te voorkomen dat ze door de Franse geheime dienst, die wel wantrouwend is geworden door de afzondering van de OAS-top, worden ontvoerd. Een Engelsman onderhandelt met de OAS over het plegen van de aanslag. Hij laat zich Jackal (Jakhals) noemen.
De Jakhals onderzoekt zijn doelwit nauwkeurig en leert dat De Gaulle op 25 augustus, de dag van de bevrijding van Parijs altijd in de hoofdstad is om Franse veteranen te decoreren. Vervolgens begint de moordenaar zijn voorbereidingen te treffen. Hij vraagt een nieuw paspoort aan op naam van een jong overleden kind. Dit is mogelijk omdat in Engeland de geboorte- en overlijdensregisters gescheiden werden bijgehouden. Hij steelt twee paspoorten (een van een Deense geestelijke en een van een Amerikaanse student), koopt allerlei benodigdheden om zich te vermommen, zoals make-up, haarverf en kleding. Ook laat hij een Franse identiteitskaart vervalsen en vraagt een louche geweermaker om een precisiegeweer te bouwen.
Hoewel de OAS-leiding onbereikbaar is voor de Franse geheime dienst weet deze organisatie toch een lid van de OAS-veteranen te ontvoeren. Hoewel deze man een soldaat is en weinig weet, heeft hij wel de schuilnaam van de moordenaar opgevangen. Door middel van marteling weet de geheime dienst die kennis bij hem los te peuteren. Politie-inspecteur Claude Lebel wordt ingezet om de moordenaar te vinden. Al snel blijkt het zoeken naar een naald in een hooiberg om de ‘Jakhals’ te vinden. Wanhopig zoekt Lebel contact met zijn collega’s van andere politiediensten in Europa. Scotland Yard komt met de meest interessante suggestie: een man genaamd Charles Harold Calthrop zou een huurmoordenaar kunnen zijn. Cha[rles] Cal[throp]) is afgekort Chacal, het Franse woord voor jakhals. Dan ontspint zich een kat en muisspel met de moordenaar. De Britten vinden al snel uit onder welke naam (Duggan) de Jakhals zijn paspoort heeft aangevraagd en ook de andere twee identiteiten worden ontdekt. Maar de mol die de OAS in de Franse regering heeft, geeft steeds aan de moordenaar door hoe ver de autoriteiten zijn en de Jakhals ontsnapt voortdurend. Steeds weer verandert hij van identiteit en vermomming.
Lebel ontmaskert de mol in de regering, maar staat nog altijd ver achter op de Jakhals. Dan realiseert de politie-inspecteur dat De Gaulle op 25 augustus in Parijs voor het voetlicht zal komen bij het decoreren van de veteranen. Er wordt een klopjacht in Parijs georganiseerd en alle hotels worden doorzocht. De Jakhals heeft zich echter verstopt in het huis van een homoseksueel met wie hij heeft aangepapt. Op de 25e verkleedt de moordenaar zich als een oude Franse veteraan met één been. In zijn aluminium kruk zit het uitgeklede precisiegeweer. Als een agent hem wil tegenhouden om een huis binnen te gaan dat in de beveiligde zone ligt, weet de Jakhals hem ervan te overtuigen dat hij daar woont. Hij gaat naar binnen en richt zijn wapen op De Gaulle die de veteranen toespreekt. Het eerste schot mist als de Franse president naar voren buigt om een veteraan te omhelzen. Dan stormt Lebel met een Franse politieman binnen. Lebel had van de politieman gehoord dat hij een oude, eenbenige man had doorgelaten en zich gerealiseerd dat dit de Jakhals moest zijn. De agent wordt neergeschoten door de Jakhals en Lebel weet op zijn beurt de huurmoordenaar te doden.

## Verfilmingen
Het boek werd in 1973 verfilmd door Fred Zinnemann, met Edward Fox als de huurmoordenaar. De film is erg getrouw aan het boek; ook in de film komt het angstwekkend realistisch schijnende verhaal duidelijk naar voren. Michael Caton-Jones maakte in 1997 een nieuwe versie  met Bruce Willis in de hoofdrol met als titel The Jackal.
In 2024 werd een tv-serie naar het boek gemaakt met Eddie Redmayne in de hoofdrol.

## Canon
De dag van de Jakhals werd in mei 2012 door de thrillerkenners verkozen tot de belangrijkste thriller in de geschiedenis van het misdaadgenre. Het boek belandde op de eerste plaats van de Crimezone Canon van de Misdaadliteratuur. Frederick Forsyth ontving in mei 2012 de Crimezone Award of Honor uit handen van Crimezone-hoofdredacteur Sander Verheijen. 